# Simitidion simile
Simitidion simile là một loài nhện trong họ Theridiidae.
Loài này thuộc chi Simitidion. Simitidion simile được Carl Ludwig Koch miêu tả năm 1836.